# Coupe du monde FIFA 2006 (jeu vidéo)
 (juillet 2017).
Si vous disposez d'ouvrages ou d'articles de référence ou si vous connaissez des sites web de qualité traitant du thème abordé ici, merci de compléter l'article en donnant les références utiles à sa vérifiabilité et en les liant à la section « Notes et références ».
Coupe du monde FIFA 2006 (FIFA World Cup: Germany 2006) est un jeu vidéo de football développé par Electronic Arts et sorti en 2006.
C'est le jeu officiel de la Coupe du monde de football 2006 qui a eu lieu en Allemagne.
Il existe plusieurs modes de jeu : Match Amical, Séance de tirs au but, Entraînement, Coupe du monde ou Défi Mondial.
On peut retrouver 126 sélections nationales dans ce jeu.
L'intégralité des phases qualificatives de tous les continents sont jouables. Vous pouvez ainsi jouer les éliminatoires et la coupe du monde dans une même partie avec votre sélection favorite. 
Le jeu offre la possibilité de disputer des matchs entrés dans la légende de la Coupe du Monde via le mode "Défi Mondial" où votre objectif sera d'inverser le cours de l'histoire, pour faire soulever le graal mondial à l'équipe qui, lors de la vraie coupe du monde, avait été vaincue (vous incarnez par exemple la Suède lors du match Suède-Brésil de la Coupe du Monde 1958 ou encore les Pays-Bas lors de la finale RFA - Pays-Bas de la Coupe du Monde 1974). L'une des singularités de ce mode consiste à jouer ce type d'affiche du passé... avec les effectifs actuels des sélections concernées. 